# بريان أوكوح
بريان أوكوح (مواليد 16 مايو 2003) هو لاعب كرة قدم سويسري يلعب في مركز قلب الدفاع في نادي ريد بل سالزبورغ.

## وصلات خارجية
- بريان أوكوح على موقع الاتحاد الأوربي (الإنجليزية)
- بريان أوكوح على موقع قاعدة بيانات كرة القدم.إي يو (الإنجليزية)
- بريان أوكوح على موقع Soccerway.com (الإنجليزية)
- بريان أوكوح على موقع عالم كرة القدم.نت (الإنجليزية)